# 佐波川サービスエリア

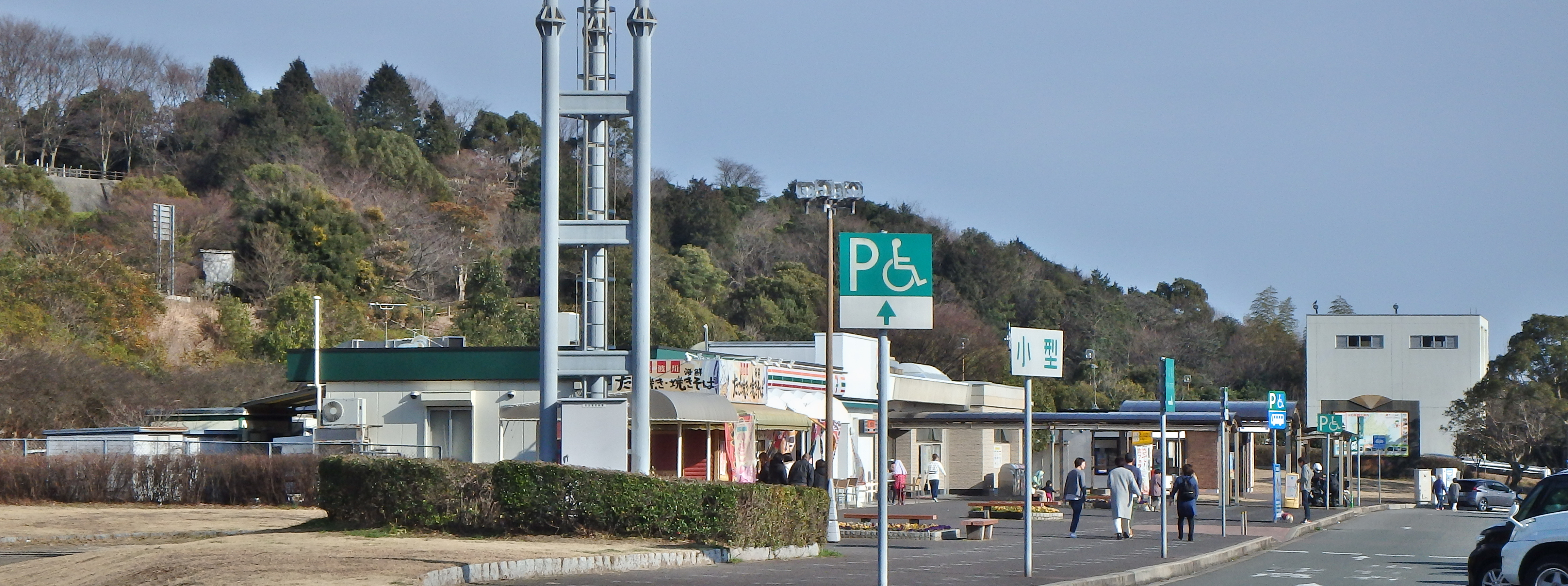
上り施設、左上に下り施設がある

佐波川サービスエリア（さばがわサービスエリア）は、山口県防府市佐野にある山陽自動車道のサービスエリアである。

## 概要
山陽自動車道のSAで唯一レストランがない、ガソリンスタンドが24時間営業でないなど、比較的規模が小さく、パーキングエリアなみの施設にとどまっている。
上下集約型エリアではないが、上下線どちらの施設も道路の山側に位置しており、下り線の施設は本線をオーバークロスして上り線の施設の山側へ行く構造となっている。
2007年（平成19年）2月13日11:00に上下線を行き来するための連絡通路（歩行者専用道路）が完成し、施設は駐車場・ガソリンスタンドを除き、上下線から相互利用が可能となった。
2008年（平成20年）3月25日に上下線トイレをリニューアルオープンをした。小谷SAと共にNEXCO西日本初エリアとなるファミリートイレを設置。
かつては上下線共に売店とスナックコーナーが併設されていたが2006年（平成18年）に一旦上下線共に売店が閉鎖されてしばらくは自動販売機のみの営業だったが後に売店に代わる形でコンビニエンスストア（ファミリーマート→セブン-イレブン）が出店している。なお、コンビニエンスストアのオープンに伴い、自動販売機は上り施設・シャワーステーション内のみとなった。
スナックコーナーにはファストフード店が出店している。以前はペッパーランチだったが、2009年に食中毒事件（ペッパーランチ食中毒事件参照）を起こし閉店、リニューアル後は吉野家が出店している（下り線はそば処吉野家、上り線は牛丼専門店。いずれもセルフサービス）。

## 道路
- E2 山陽自動車道

## 施設

### 上り線（広島方面）
- 駐車場
  - 大型79台
  - 小型49台
  - 車椅子用駐車場有
- トイレ
  - 男性　大3（和式1・洋式2）・小7

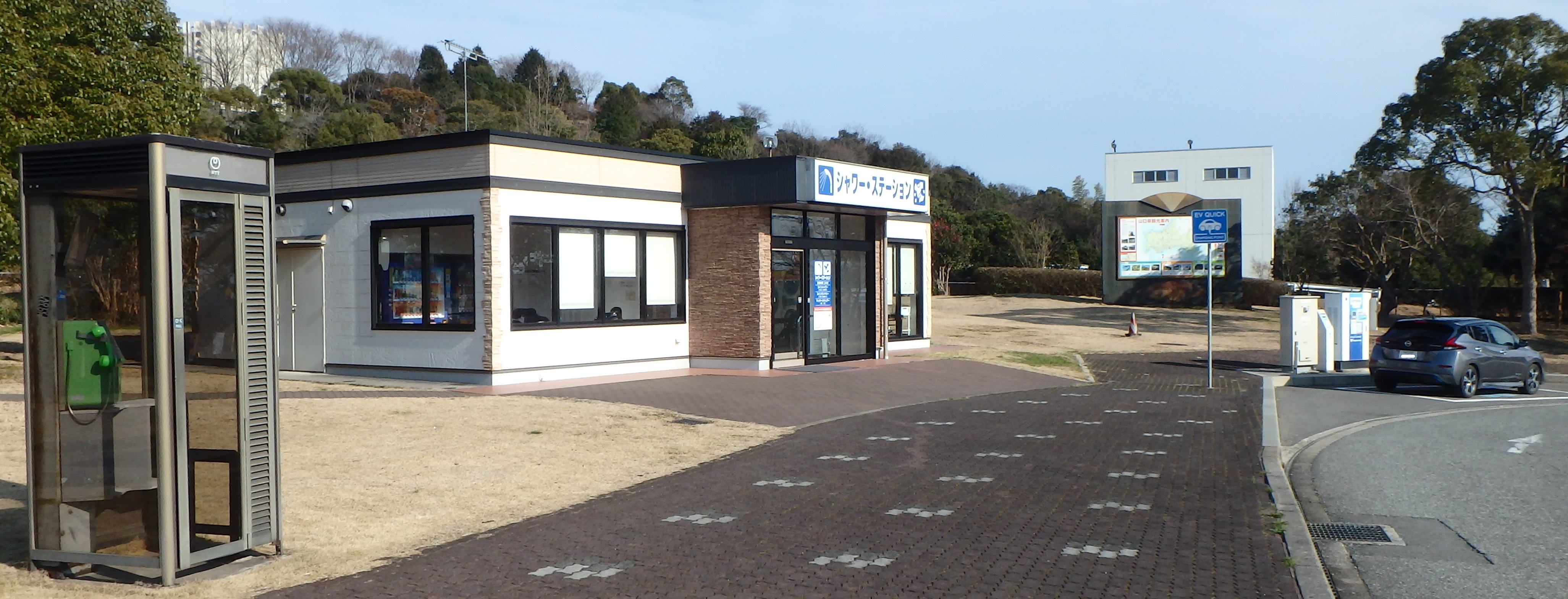
上り施設にあるシャワーステーション

  - 女性　17（和式1・洋式16うちファミリートイレ1）
  - 車椅子用　1
- ガソリンスタンド（出光興産（エネクスフリート）、24時間）
以前は富士商(株)が運営していた。
- 電気自動車用急速充電（24時間）要事前登録
- 海鮮「海の幸」（11:00 - 20:00）
- ショップ（11:00 - 20:00）
- コンビニエンスストア「セブン-イレブン」（24時間）[1]
- セブン銀行ATM
- 吉野家（牛丼専門店）（24時間）2009年12月17日オープン
- HOTSPOT（無線LANスポット）
- FAXサービス
- ハイウェイ情報ターミナル
- 郵便ポスト（防府郵便局）
- シャワーステーション
  - コインシャワー
    - 男性 3
    - 女性 1

  - コインランドリー
  - 自動販売機

### 下り線（北九州方面）
- 駐車場
  - 大型92台
  - 小型55台
  - 車椅子用駐車場有
- トイレ
  - 男性　大3（和式1・洋式2）・小7

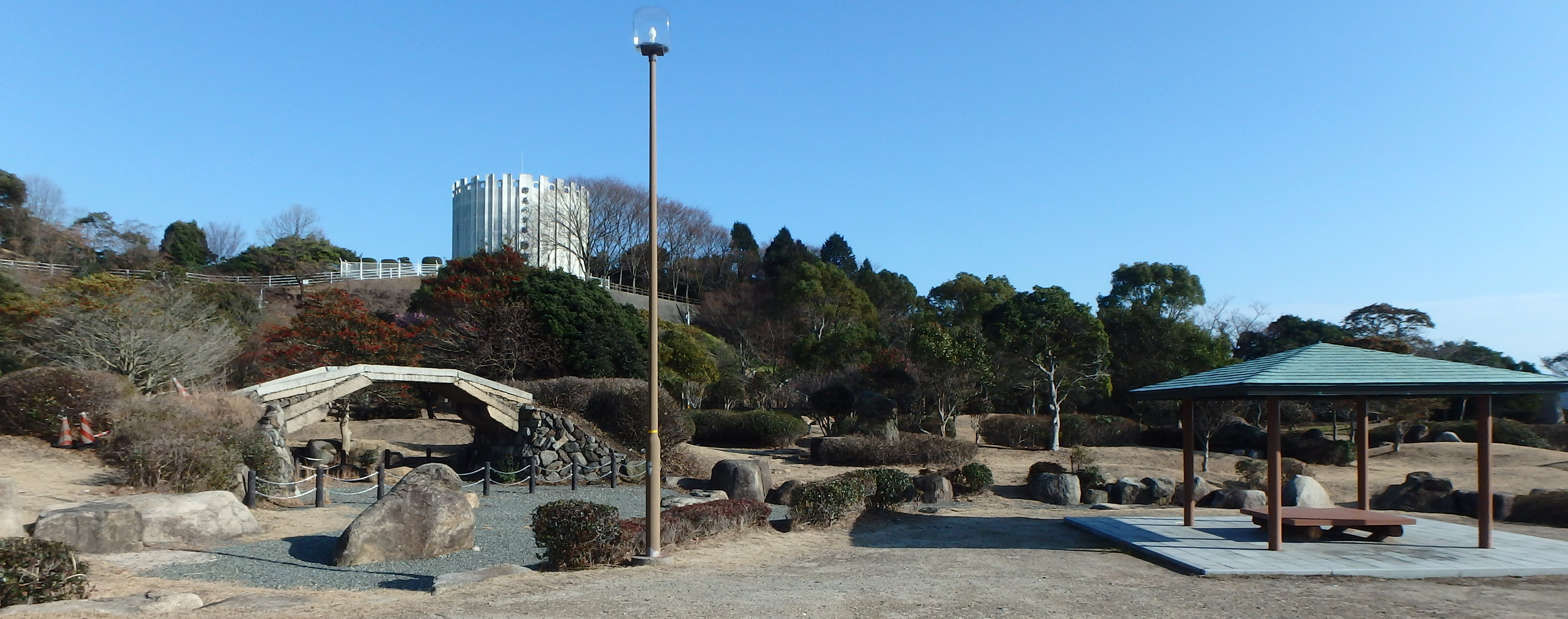
下り施設にある枡築らんかん橋

  - 女性　17（和式1・洋式16のうちファミリートイレ1）
  - 車椅子用　1
- ガソリンスタンド（ENEOS（西日本宇佐美）、7:00 - 22:00）
2010年3月31日まではコスモ石油（関西砿油）のブランドで、24時間営業だった[2]。
山口JCTから中国道広島方面へ向かう場合、安佐SAまで給油施設はないので注意が必要。
- 電気自動車用急速充電器（24時間）要事前登録
- コンビニエンスストア「セブン-イレブン」（24時間）[1]
- セブン銀行ATM
- 吉野家（牛丼・そば）（24時間）2009年12月21日オープン
- FAXサービス
- ハイウェイ情報ターミナル
- 郵便ポスト（防府郵便局）
- 枡築らんかん橋・公園

## 隣
E2 山陽自動車道
(40)防府西IC - 佐波川SA - (41)山口南IC